# Mountfield HK
A Mountfield HK egy cseh jégkorongcsapat Hradec Královéban. A csapat az első osztályú Tipsport Extraligában játszik.

## Története
A csapatot 1925-ben alapították BK Hradec Králové néven.

### Korábban használt nevek
- 1925 – BK Hradec Králové (Bruslařský klub Hradec Králové)
- 1941 – BKH Hradec Králové (Bruslařský klub hockeyový Hradec Králové)
- 1945 – BK Hockey Slavia Hradec Králové (Bruslařský klub Hockey Slavia Hradec Králové)
- 1948 – Sokol VČE Hradec Králové (Sokol Východočeská energetika Hradec Králové)
- 1949 – ZSJ Škoda Hradec Králové (Základní sportovní jednota Škoda Hradec Králové)
- 1950 – Škoda Hradec Králové
- 1952 – Spartak ZVÚ Hradec Králové (Spartak Závody vítězného února Hradec Králové)
- 1953 – TJ Spartak Hradec Králové (Tělovýchovná jednota Spartak Hradec Králové)
- 1976 – TJ Stadion Hradec Králové (Tělovýchovná jednota Stadion Hradec Králové)
- 1992 – HC Stadion Hradec Králové (Hockey Club Stadion Hradec Králové)
- 1994 – HC Lev Hradec Králové (Hockey Club Lev Hradec Králové)
- 2000 – HC Hradec Králové, a.s. (Hockey Club Hradec Králové, akciová společnost)
- 2002 – HC VČE Hradec Králové, a.s. (Hockey Club Východočeská energetika Hradec Králové, akciová společnost)
- 2007 – HC VCES Hradec Králové, a.s. (Hockey Club Východočeská stavební skupina Hradec Králové, akciová společnost)
- 2012 – Královští lvi Hradec Králové, a.s. (Královští lvi Hradec Králové, akciová společnost)
- 2013 – Mountfield HK, a.s. (Mountfield Hradec Králové, akciová společnost)

## Helyezések
Cseh Extraliga: 2. helyezett (2022-23), 3. helyezett (2016-17)